# Sioux Falls Skyforce 2010-2011
La stagione 2010-11 dei Sioux Falls Skyforce fu la 5ª nella NBA D-League per la franchigia.
I Sioux Falls Skyforce arrivarono settimi nella Eastern Conference con un record di 10-40, non qualificandosi per i play-off.

## Roster
| N° | Naz.                   | Ruolo | Sportivo            | Anno | Alt. | Peso |
| -- | ---------------------- | ----- | ------------------- | ---- | ---- | ---- |
| 7  | Stati Uniti (bandiera) | G     | Anthony Harris      | 1985 | 188  | 86   |
| 11 | Stati Uniti (bandiera) | G     | David Bailey        | 1981 | 173  | 75   |
| 14 | Stati Uniti (bandiera) | G     | Chris McCray        | 1984 | 196  | 86   |
| 15 | Stati Uniti (bandiera) | G     | Wink Adams          | 1985 | 183  | 95   |
| 15 | Stati Uniti (bandiera) | G     | Dominique Coleman   | 1984 | 191  | 88   |
| 17 | Stati Uniti (bandiera) | G     | Keaton Grant        | 1986 | 193  | 91   |
| 18 | Giordania (bandiera)   | G     | Jamal Abu-Shamala   | 1987 | 198  | 95   |
| 18 | Stati Uniti (bandiera) | G     | Tommy Mason-Griffin | 1990 | 180  | 93   |
| 18 | Stati Uniti (bandiera) | G     | Stephen McDowell    | 1985 | 183  | 82   |
| 19 | Stati Uniti (bandiera) | G     | Leemire Goldwire    | 1985 | 180  | 86   |
| 22 | Stati Uniti (bandiera) | A     | Anthony Mason       | 1987 | 201  | 95   |
| 23 | Stati Uniti (bandiera) | A     | Sean Marshall       | 1987 | 198  | 95   |
| 24 | Stati Uniti (bandiera) | A     | Raymond Sykes       | 1986 | 206  | 100  |
| 34 | Stati Uniti (bandiera) | A     | Brad Byerson        | 1985 | 203  | 111  |
| 34 | Nigeria (bandiera)     | A     | Yemi Ogunoye        | 1985 | 206  | 95   |
| 50 | Bahamas (bandiera)     | C     | Anwar Ferguson      | 1981 | 213  | 91   |
| 50 | Stati Uniti (bandiera) | A     | Dominique Scales    | 1983 | 206  | 104  |
|    | Stati Uniti (bandiera) | A     | Patrick Ewing       | 1984 | 203  | 109  |
|    | Stati Uniti (bandiera) | C     | Dexter Pittman      | 1988 | 208  | 137  |
|    | Stati Uniti (bandiera) | G     | Maureece Rice       | 1984 | 185  | 102  |
|    | Stati Uniti (bandiera) | AC    | Cory Underwood      | 1980 | 208  | 107  |
|    | Stati Uniti (bandiera) | C     | Kevin Lyde          | 1980 | 208  | 130  |
|    | Stati Uniti (bandiera) | G     | Jonny Flynn         | 1989 | 183  | 84   |

## Staff tecnico
- Allenatori: Tony Fritz (2-16)[1], Duane Ticknor (0-2)[2], Morris McHone (8-22)
- Vice-allenatori: Duane Ticknor, Jared Sichting
- Preparatore atletico: Dustin Schramm